# جک کار
جک کار (به انگلیسی: Jack Carr) بازیکن فوتبال زادهٔ ۱۸۷۶ اهل کشور انگلستان که سابقهٔ بازی در تیم ملی فوتبال انگلستان را در کارنامهٔ خود دارد. وی در تاریخ ۲۵ فوریه ۱۹۰۵ نخستین بازی ملی خود را در مقابل تیم ملی فوتبال ایرلند انجام داد و با حضور در ۲ بازی ملی، در تاریخ ۱۶ فوریه ۱۹۰۷ واپسین بازی ملی‌اش را در برابر تیم ملی فوتبال ایرلند برگزار کرد.